# Baní
Baní – miasto w Dominikanie. Stolica prowincji Peravia.
Według danych szacunkowych na 2008 miasto liczyło 73 762 mieszkańców.